# Johannes Hunnius
Aegidius Friedrich Hermann Karl Johannes Hunnius (* 20. Mai 1852 in Nermsdorf; † 26. April 1943 in Weimar) war ein deutscher Jurist und Politiker. Er war Sachsen-Weimar-Eisenacher Finanzminister (1901–1918).

## Leben
Als Sohn eines Theologen geboren, studierte Hunnius nach dem Besuch des Eisenacher Carl-Friedrich-Gymnasiums und seiner Zeit als Kriegsfreiwilliger im Infanterie-Regiment „Großherzog von Sachsen“ (5. Thüringisches) Nr. 94, mit dem er als Leutnant im Deutsch-Französischen Krieg 1870/71 kämpfte und schwer verwundet wurde, Rechtswissenschaften in Jena und Göttingen. Während seines Studiums wurde er 1871/72 Mitglied der Burschenschaft Arminia auf dem Burgkeller in Jena. Er wurde zum Dr. iur. promoviert und war nach seinem Assessorexamen 1878 und seiner Zeit als Amtsrichter am Amtsgericht Buttstädt (1879–1883) und Apolda (1883–1884) als Referent und 1886 als Vortragender Rat sowie Finanzrat für alle Rechtsfragen über staatliches Eigentum zuständig. 1898 wurde er Ministerialdirektor. Von 1901 bis 1918 war er Chef (Minister) des großherzoglichen Sachsen-Weimar-Eisenacher Departements der Finanzen. Er wurde Wirklicher Geheimer Rat und 1910 Exzellenz. Er war viele Jahre im Gemeinderat bzw. im Stadtrat von Weimar tätig. 1918 ging er in den Ruhestand.

## Ehrungen
- Ehrendoktor (Dr. iur. h. c. und Dr. phil. h. c.) der Universität Jena
- Großherzoglich Sächsischer Hausorden der Wachsamkeit / Orden vom Weißen Falken (verbunden mit dem erblichen Adel, den er aber nicht benutzte)